# Широке (Роздільнянський район)
Широ́ке (у минулому — хутір Широкий) — село в Україні, у Степанівській сільській громаді Роздільнянського району Одеської області. Населення становить 115 осіб.
Станом на 1 вересня 1946 року хутір Широкий входив до складу Велізарівської сільської Ради.

## Населення
Згідно з переписом УРСР 1989 року чисельність наявного населення села становила 106 осіб, з яких 41 чоловік та 65 жінок.
За переписом населення України 2001 року в селі мешкало 100 осіб.

### Мова
Розподіл населення за рідною мовою за даними перепису 2001 року:
| Мова       | Відсоток |
| ---------- | -------- |
| українська | 90,00 %  |
| російська  | 6,00 %   |
| молдовська | 4,00 %   |